# ミランダ・ジュライ
ミランダ・ジュライ（Miranda July、1974年2月15日 - ）は、パフォーマンスアーティスト、ミュージシャン、作家、女優、映画監督。本名はミランダ・ジェニファー・グロッシンガー。姓のジュライは、高校の友人であるジョアンナ・フェイトマンと制作した女性向同人誌（girlzine）「Snarla」のキャラクターから。

## 生立ち
バーモント州バリー出身。両親のリンディー・ホフとリチャード・グロッシンガーはゴダード大学で講師をする傍ら、作家として活動していた。また1974年にノース・アトランティック・ブックスを創立し代替医療、マーシャル・アーツ、スピリチュアル関連の本の出版を行っていた。ミランダは友人の友人で作家のリック・ムーディから短編を書くように勧められた。
カリフォルニア州バークレーで育ったミランダは16歳で初の舞台の脚本、監督を務め年齢制限のないクラブ924 Gilmanで上演した。その後、カリフォルニア大学サンタクルーズ校に入学する。しかし2年目で中退し、オレゴン州ポートランドに引越しパフォーマンス・アートを始めた。パフォーマンスで成功した彼女は、後に23歳から定職に就いてないと語っている。

## 映画製作
- 1996年初めポートランド在住中に「Joanie4Jackie」（当初は「Big Miss Moviola」）と題したプロジェクトを開始。女性による短編映画集で、チェーンメールの内容に沿った短編映画を製作し、そのビデオを関係者に送ったり、購読者にシリーズとして送ったり、販売を行った。このビデオ・シリーズの他にも第二弾として「the Co-Star Series」を始めた。大都市から友人を招き数本の短編を選出した。主事はミランダ・ジュライ、リタ・ゴンザレス、Astria Suparak他。この「Joanie4Jackie」シリーズは映画祭や自主製作映画イベントでも上映された。2002年終わりの段階で13版が発表されている。

- フィルムメイカー・マガジンは彼女の作品を2004年の「25人のインディーズ映画」の第1位に選出した。サンダンス・ワークショップの席を獲得した後、最初の長編映画『君とボクの虹色の世界』を制作、2005年に公開された。サンダンス映画祭の審査員特別賞を受賞、2005年カンヌ国際映画祭でカメラ・ドール（新人監督賞）を含む４部門を受賞、サンフランシスコ国際映画祭、ロサンゼルス映画祭では観客賞を受賞した。

- 長編第2作の『The Future(ザ・フューチャー)』は、ベルリン国際映画祭（2011年）コンペ部門に出品された[1]。

## 音楽
1996年に最初のEP「Margie Ruskie Stops Time」を制作。音楽はThe Needが担当した。その後、Kill Rock StarsからLPを2枚、1997年に「10 Million Hours A Mile」、1999年に「Binet-Simon Test」をリリース。1999年にIQUと共に分割したEPを制作しK Recordsからリリースされた。
オーストラリアの雑食ロック・バンドリガージテーターのEP「Distractions」（2010年）には「Miranda July」という曲が収録されているが、これはクァン・イエオマンズ（vo、b）がミランダ・ジュライに宛てた手紙がもとになった曲である。

## 映画脚本
ウェイン・ワン監督の『赤い部屋の恋人』の脚本を共同執筆した。

## 女優
「Atlanta」、「The Amateurist」、「Nest of Tens」、「Are You The Favorite Person of Anyone?」など多くの自身のビデオ作品に出演している。映画『君とボクの虹色の世界』や『The Future(ザ・フューチャー)』に出演している。また映画『Jesus' Son』にも小さい役で出演している。

## マルチメディア
- 1998年、ジュライは作曲家ザック・ラブと共にアーティストJamie Isensteinの協力で、初めての長編マルチメディア・パフォーマンス・アート「Love Diamond」を制作した。Jamie Isensteinからは”ライブ・ムービー”と評された。ニューヨーク・ビデオ・フェスティバル、The Kitchen、オリンピアで開催されたYo-yo a Go-goなど国中の劇場でパフォーマンスを行った。2000年に再びラブ、そしてMitsu Hadeishiのデジタル・プロダクション・ワークを用いた2作目の長編パフォーマンス「The Swan Tool」を制作。ポートランドコンテンポラリーアート研究所、ロッテルダム国際映画祭、ロンドンポートランドコンテンポラリーアート研究所、ミネアポリスのウォーカー・アートセンターなど世界中でパフォーマンスを行った。

- 2002年にハレル・フレッチャー、Yuri Onoと共にオンライン・アート・コミュニティ「Learning to Love You More」を創立。アマチュア・アーティストに課題を与え、完成した作品から共同のアート作品を創作するプロジェクトである。このプロジェクトは2007年に本としてプレステル社から出版された。作品は現在、サンフランシスコ現代美術館に所蔵されている[1]。

- 2006年、最初の長編映画を完成させた後、新たなマルチメディア・アート「Things We Don’t Understand and Definitely are Not Going To Talk About」の制作し、ロサンゼルス、サンフランシスコ、ニューヨークで披露された。

- 2008年、横浜トリエンナーレに『廊下』を出品[1]。

- 2009年、ヴェネツィア・ビエンナーレのためにインタラクティブ・スカルプチャー・ガーデン『Eleven Heavy Things』制作。のちに、ニューヨークのユニオンスクエアでも発表され、現在はロサンゼルス現代美術館に展示されている[1]。

## 小説
2001年ごろから『パリス・レビュー』『ニューヨーカー』『ハーパーズ』等の雑誌に小説を発表しはじめる。2005年に初の短編小説「The Boy from Lam Kien」がCloverfield Pressから特別仕様の本としてElinor NissleyとEmma Hedditchのイラスト入りで出版された。2作目の「Something That Needs Nothing」は2006年9月18日にザ・ニューヨーカーに掲載された。『No One Belongs Here More Than You(いちばんここに似合う人)』は224ページの短編集で2007年5月15日に出版され、2007年9月24日にフランク・オコナー国際短編賞を受賞した。また、20カ国で出版された。

## 人物
ジュライはポートランドに引越した後The NeedのRadio Sloanと交際。その後、K Records創設者のカルヴィン・ジョンソンと交際。2005年9月の時点ではアーティスト兼映画監督のマイク・ミルズと交際中。
ポスト・パンク・バンドLe Tigreのジョアンナ・フェイトマンはジュライについて高校時代からの親友と述べている。
2007年のBust magazineのインタビューでフェミニズムの重要性について語っている。「（フェミニストについて）勘違いしないで。ただ自分の能力で必要なことをするプロになるだけよ。ボーイフレンドを嫌いになるのとは違う。私の”フェミニスト”はすごく複雑で面白くエキサイティングなことよ！」

## 邦訳作品
- 『いちばんここに似合う人』岸本佐知子訳、新潮社、新潮クレスト・ブックス、2010年8月
- 『あなたを選んでくれるもの』岸本佐知子訳、新潮社、新潮クレスト・ブックス、2015年8月
- 『楽しい夜』岸本佐知子訳、講談社、2016年2月
- 『最初の悪い男』岸本佐知子訳、新潮社、新潮クレスト・ブックス、2018年8月

## 作品

### 著作
- Jack and Al (Fall 2002) ('Mississippi Review)
- The Moves (Spring 2003) (Tin House)
- This Person (Spring 2003) (Bridge Magazine)
- Birthmark (Spring 2003) (Paris Review)
- Frances Gabe's Self Cleaning House (Fall 2003) (Nest Magazine)
- It Was Romance (Fall 2003) (Harvard Review)
- Making Love in 2003 (Fall 2003) (Paris Review)
- The Man on the Stairs (Spring/Summer 2004) (Fence Magazine])
- The Shared Patio (Winter 2005) (Zoetrope: All-Story)
- Something That Needs Nothing (September 18, 2006) (The New Yorker)
- Majesty (September 28, 2006) (Timothy McSweeney's Quarterly Concern)
- The Swim Team (January 2007) (Harper's Magazine)
- Roy Spivey (June 11, 2007) (The New Yorker)

### 著書
- The Boy from Lam Kien (July 1, 2005) (Cloverfield Press)
- いちばんここに似合う人 - No One Belongs Here More Than You: Stories (May 15, 2007) (Scribner)岸本佐知子訳
- Learning to Love You More (with Harrell Fletcher) (Fall/Autumn 2007) (Prestel Publishing)
- あなたを選んでくれるもの人 - It Choses You (November 15, 2011) (Mcsweeneys Books) 岸本佐知子訳
- 最初の悪い男 - The First Bad ManA Novel. New York City: Scribner, 2015 岸本佐知子訳
- All Fours (May 14, 2024) (Penguin Random House)

## ディスコグラフィー

### アルバム
- 10 Million Hours a Mile (1997) (Kill Rock Stars)
- The Binet-Simon Test (1998) (Kill Rock Stars)

### EP
- Margie Ruskie Stops Time EP (1996) with music by The Need (Kill Rock Stars)
- Girls on Dates split EP with IQU (1999) (K Records)

## フィルモグラフィー

### 短編映画
- I Started Out With Nothing and I Still Have Most of It Left
- Featured in Emily B. Kingan's documentary The Portland Girl Convention (1996)
- A Shape Called Horse on Video Fanzine #1 (Kill Rock Stars)
- Atlanta (1996) on Audio-Cinematic Mix Tape (Peripheral Produce)
- The Amateurist (1998) part of Joanie4Jackie4Ever
- Nest of Tens (2000) (Peripheral Produce)
- Getting Stronger Every Day (2001) on Peripheral Produce’s All-Time Greatest Hits
- Narrator on Matt McCormick's The Subconscious Art of Graffiti Removal (2001) on Peripheral Produce’s All-Time Greatest Hits (Peripheral Produce)
- Haysha Royko (2003)
- Are You the Favorite Person of Anybody? (2005) (Wholphin (DVD))
- Things We Don't Understand and Are Definitely Not Going to Talk About (Spring 2007)

### 長編映画
- Jesus' Son (1999) (Lions Gate Entertainment) (出演)
- 『君とボクの虹色の世界』- Me and You and Everyone We Know (2005) (IFC Films) (脚本、監督、出演)
- 『ザ・フューチャー』- The Future (2010) (脚本、監督、出演)（配給：パンドラ）
- 『さよなら、私のロンリー』 - Kajillionaire (2020) (脚本、監督)

### ミュージック・ビデオ
- スリーター・キニー - "Get Up"[2]
- ブロンド・レッドヘッド - "Top Ranking"[3]

## インタビュー
- Miranda July interviews Khaela Maricich, and vice versa
- Video Interview with Miranda & Harrel on designguide.tv
- Miranda July interview on KCRW's Bookworm
- Interview with The Onion A.V. Club
- Interview on Naughty Secretary Club
- Interview by Apple (requires Quicktime Player)